# 德拉霍馬尼夫卡 (特諾皮爾州)
49°25′27″N 25°24′7″E / 49.42417°N 25.40194°E
德拉戈馬尼夫卡（烏克蘭語：Драгоманівка）是烏克蘭西部捷爾諾波爾州特諾皮爾區的村莊，面積0.06平方公里，2001年人口58，人口密度每平方公里920.6人。